# رادبوت من كليتغاو
رادبوت كونت كليتغاو (بالألمانية: Radbot)‏ (حوالي.985 - 1045)؛ والمعروف أيضا بـ رادبوت من كليتغاو، اعتبر غراف (كونت) كليتغاو (الواقعة اليوم في ولاية بادن-فورتمبيرغ ، ألمانيا)؛ ويعتبر رادبوت أول سلف ذكر معروف لسلالة هابسبورغ.
من المحتمل أن رادبوت هو ابن لانتسيلن من كليتغاو كونت آلتنبورغ، في 1010 أصبح متزوجاً من إيدا ابنة فريدريك الأول دوق لورين العليا وبياتريس من فرنسا شقيقة أوغو ملك الفرنجة، كان لديهم 3 أبناء منهم فيرنر الأول كونت هابسبورغ، وأيضا من المعروف عنه أنه باني قلعة هابسبورغ التي تقع اليوم في سويسرا، ومنها حمل نسله الاسم (آل هابسبورغ)، بحيث يعتقد التسمية جاءت من الصقر الذي اعتبر شعار للعائلة لقرون عديدة.

على الرغم من انقراض سلالته من خط الذكور مع وفاة الإمبراطورة ماريا تيريزا في 1780، إلا أنه يعتبر اليوم من خط الإناث جد جميع الملوك في أوروبا اليوم بما في ذلك أتباع المذهب الكاثوليكي والبروتستانتي، وأيضا جد العديد من ملوك المطالبين بالعرش النمساوي-المجري والإيطالي والفرنسي والبلغاري والروماني والروسي والألماني والبرتغالي واليوغسلافي واليوناني في حين يستثنى من ذلك المطالبين بالعرش الألباني أتباع الدين الإسلامي ومونتينيغري من أتباع المذهب الأرثوذكسي، ومع ذلك المملكتين لم تعمران طويلاً، وبالإضافة إلى ذلك هو جد الأكبر للمطالبين بالعرش البرازيلي، وأيضا هو جد الأكبر لإمبراطور المكسيك من ناحية الذكور.